# Château de Berny
Pour les articles homonymes, voir Berny.
Le château de Berny est un château détruit, qui se trouvait dans ce qui est aujourd’hui le Val-de-Marne à Fresnes, à la limite avec Antony et les Hauts-de-Seine, sur la route de Paris à Orléans où est situé le carrefour de la Croix de Berny qui lui doit son nom. Quelques vestiges subsistaient encore en 1956 au no 4 de la promenade du Barrage.

## Histoire
Le fief de Berny (Bernies) est mentionné pour la première fois en 1422, date à laquelle il passe à Jehan Sac, bourgeois de Paris.

### La famille des Brûlart
Il n'existe plus de renseignements jusqu'en 1520 où apparaissent comme propriétaires, les Brûlart, famille de parlementaires. Pierre III Brûlart, conseiller au parlement de Paris, est dit seigneur de Berny, et son épouse Marie Cauchon, dame de Sillery. La succession va à leur fils, Nicolas Brûlart de Sillery, chancelier de France. Le château subit des transformations mineures dont certaines furent dirigées par le célèbre architecte Clément Métezeau, auteur notamment de la digue dite de Richelieu qui bloqua le port de La Rochelle lors du siège entrepris par Louis XIII (1628).
En 1623, Pierre IV Brûlart de Sillery, fils de Nicolas, vicomte de Puiseux, secrétaire d'État aux Affaires étrangères, (1617-1626), marquis de Sillery, baron du Grand-Pressigny, ambassadeur en Espagne, chargea François Mansart, alors jeune architecte inconnu, de transformer de fond en comble le château. Les travaux furent achevés vers 1635 et Mansart s’y montre déjà en pleine possession de ses moyens, ce qui fera dire devant cette merveille à Isaac de Benserade, en parlant de Mansart :
Fait à Sillery, homme d'ailleurs si sobre

dépenser plus d'escus que n'en a le turban

en maison à loger tout un arrière-ban
Ce sont eux qui firent construire ce château que Claude de Chastillon grava au début du XVIIe siècle avec la légende : « Berni, maison de plaisance bastie nouvellement, avec son accès et païsage circonvoisin ».

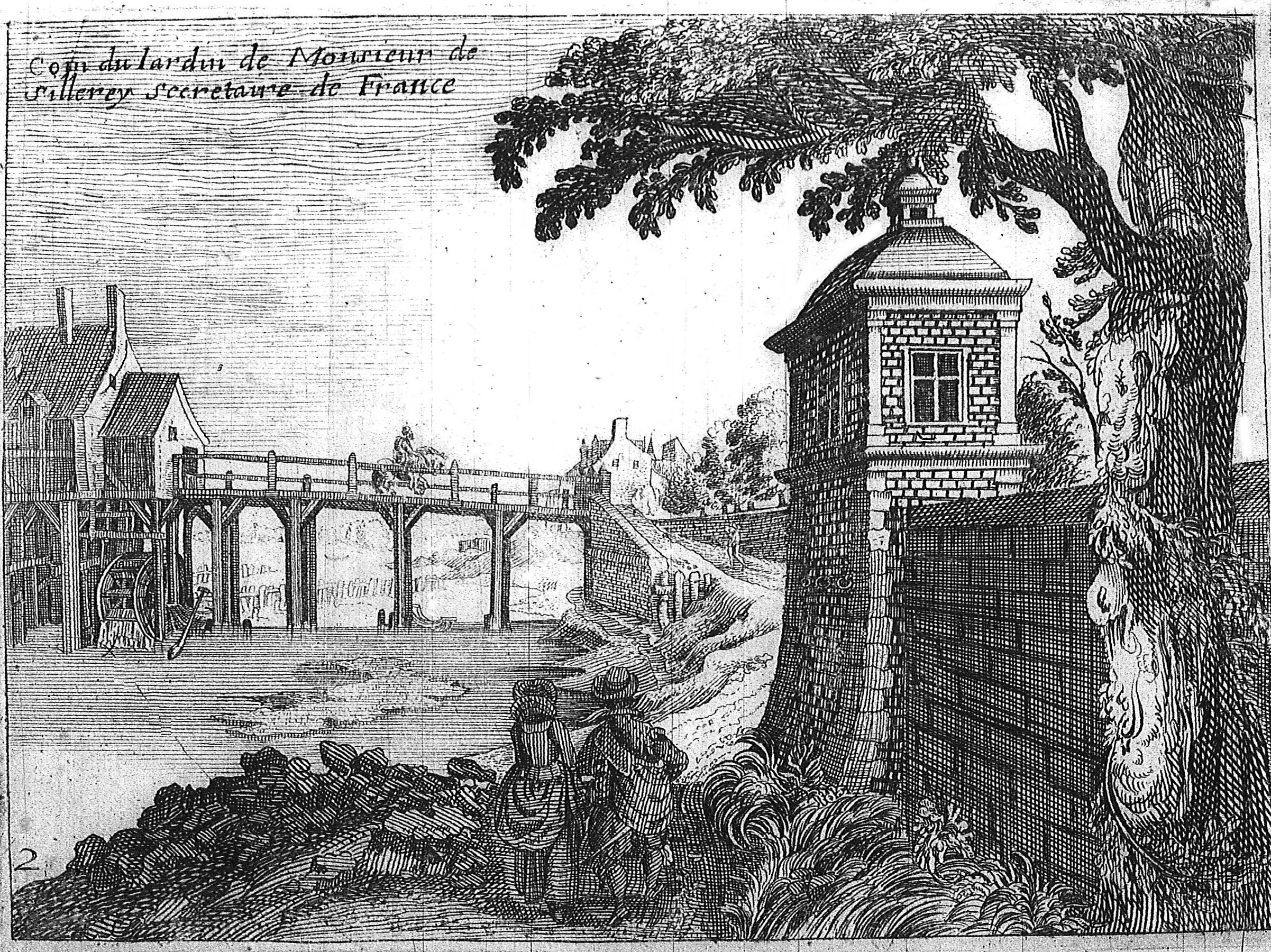
Côté du jardin.

### Pomponne II de Bellièvre

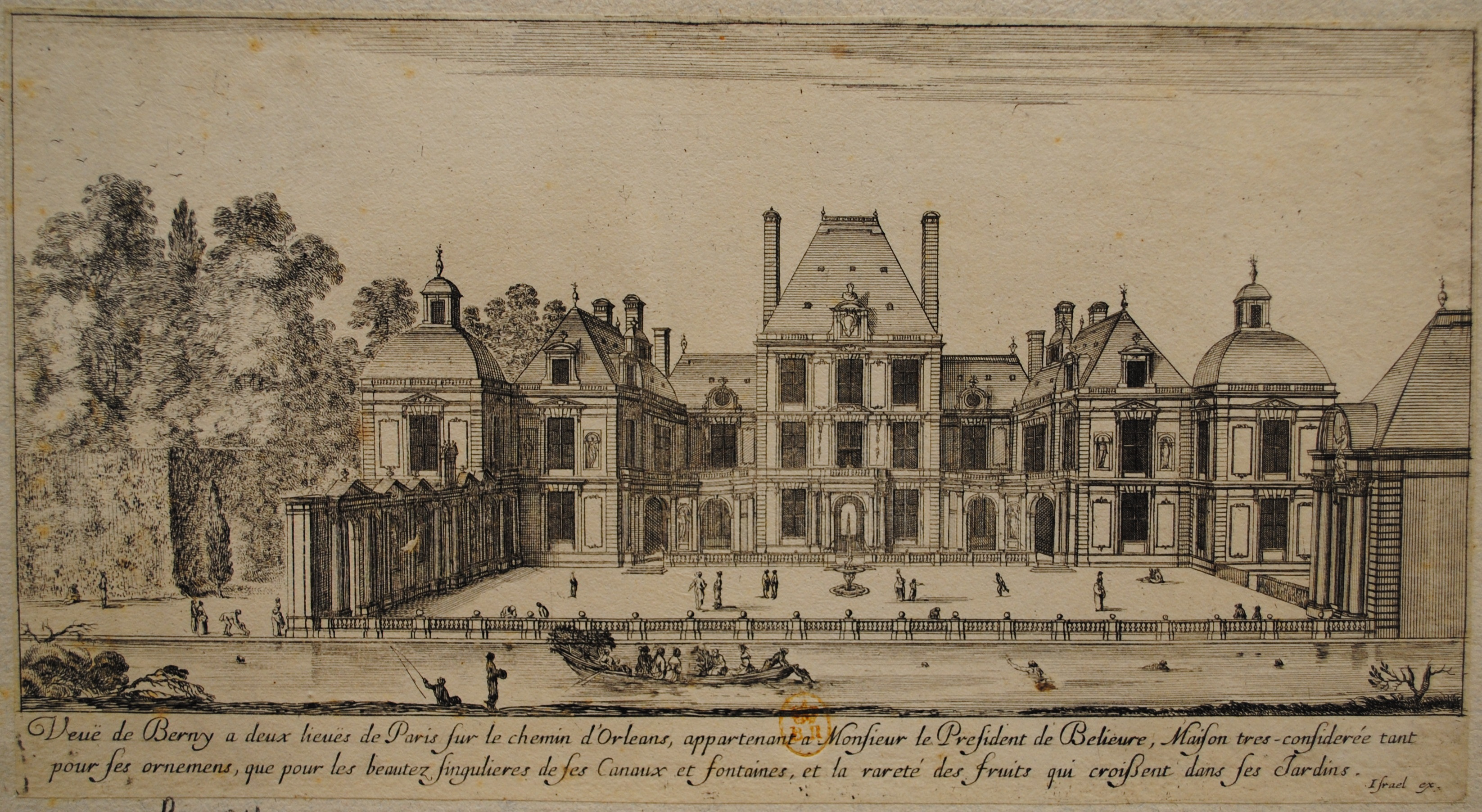
Le château de Berny, du côté de la cour. Milieu du XVIIe siècle.

Puis, le château et les terres passent à Pomponne II de Bellièvre, premier président du parlement de Paris, qui rendra la demeure célèbre en y recevant clandestinement les conjurés de La Fronde, (1648-1649).

### Hugues de Lionne
En 1653, le château devint la propriété d’Hugues de Lionne, habile diplomate, nommé ministre d’État en 1659, et le premier à porter les titres de baron de Fresnes et marquis de Berny. Il y donna des fêtes somptueuses jusqu’à sa mort en 1671. Son fils Louis (1648-1708), dit le marquis de Berny, en hérite. Il vend le 12 août 1675 à Louis XIV soixante-dix orangers provenant de son domaine de Berny pour 4 500 livres.
En 1685 (?), il héberge, à la demande de son frère le missionnaire Artus de Lionne, les ambassadeurs du Siam qui séjournent quelques jours dans les lieux en attendant leur entrée solennelle à Paris. On a dit que les jardins et le château eurent à souffrir grandement de leur bref passage. Cette même année, le château est mis en vente.

### La propriété de l'abbaye de Saint-Germain-des-Prés

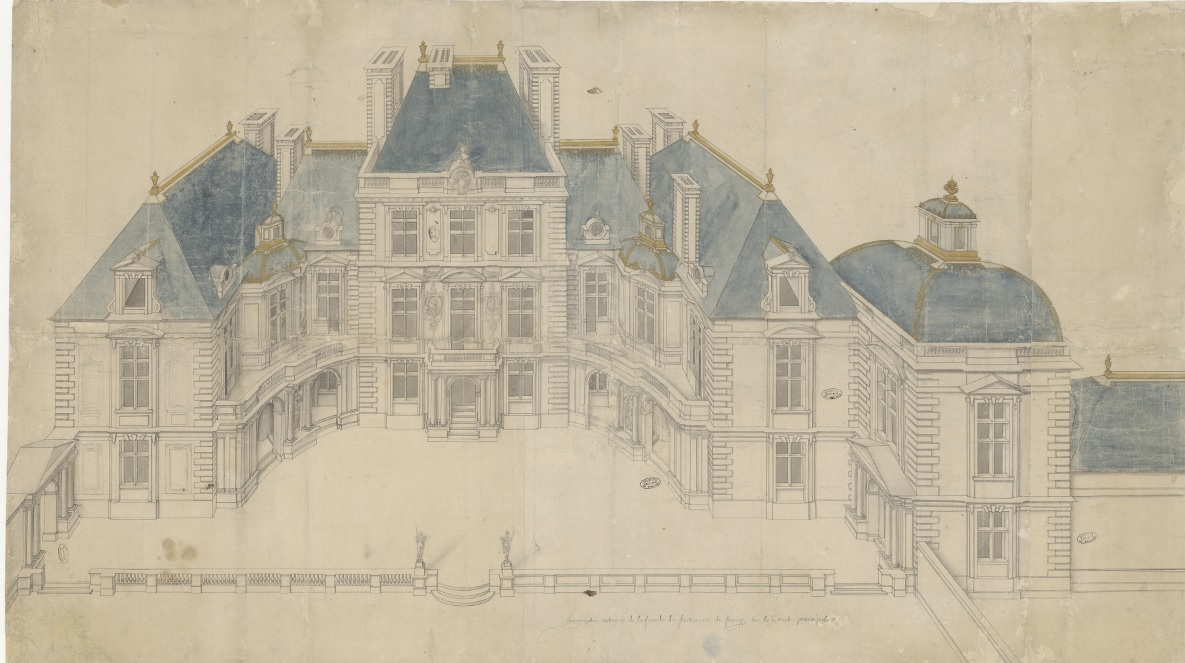
François Mansart, Vue perspective du château de Berny depuis la cour, dessin contractuel paraphé le 27 novembre 1623 = Archives nationales.

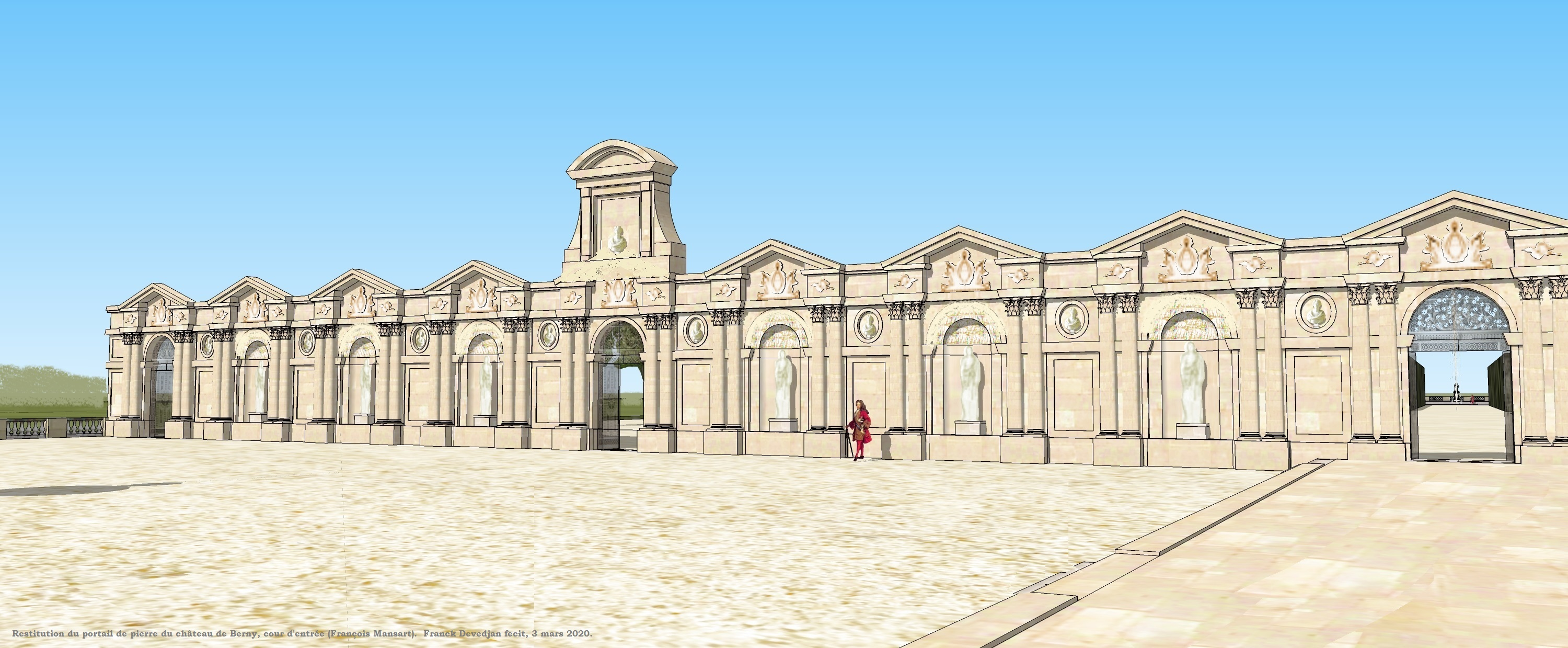
Restitution du portail d'entrée du château de Berny, XVIIe siècle.

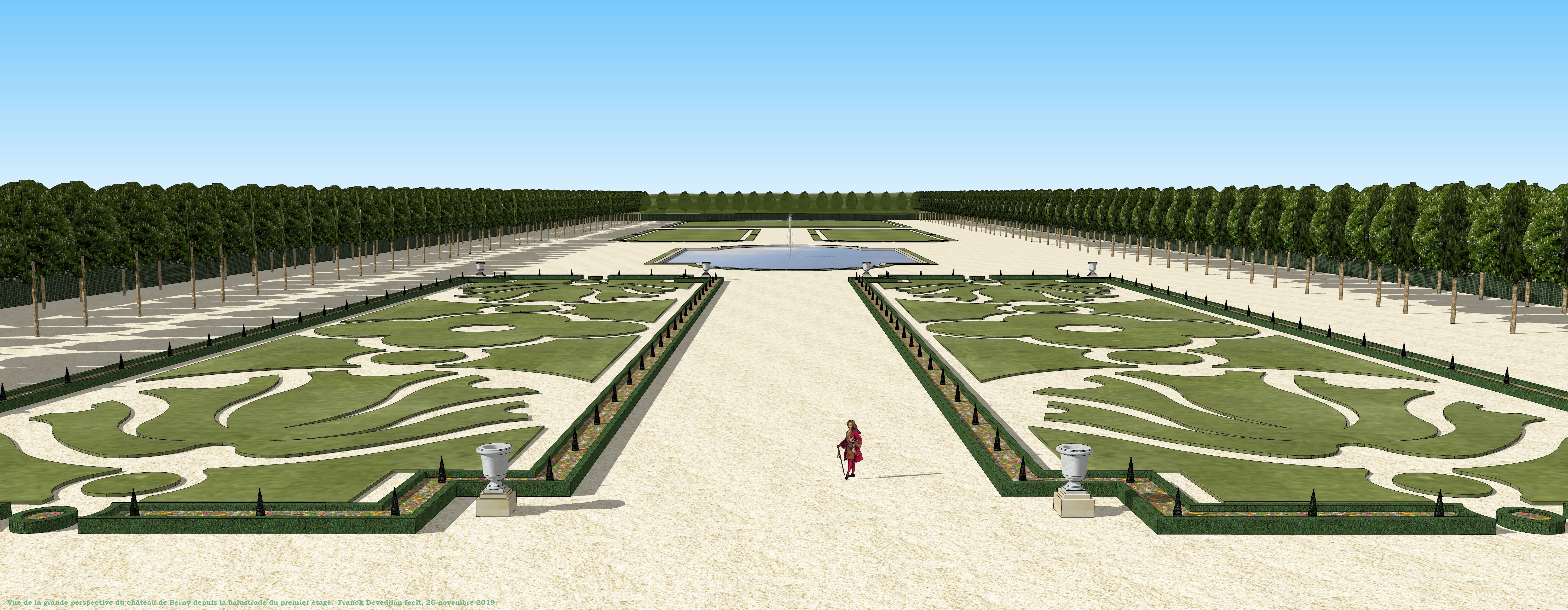
Vue de la grande perspective du château de Berny depuis le premier étage, vers 1700.

#### Le cardinal de Furstenberg
En 1685, il fut acheté par l’abbaye de Saint-Germain-des-Prés, déjà propriétaire d'Antony, comme résidence d'été et de campagne pour ses abbés commendataires. Le château accueillit d’abord le cardinal de Furstenberg qui y mena une vie de libertin et fit somptueusement redécorer le château et aménager le parc, où il créa des jeux d’eau entourant une île située dans un boulingrin à l’extrémité d’un miroir d’eau ainsi qu’un « théâtre de fleurs » (semblable à celui de Monsieur au château de Saint-Cloud), comprenant deux rangs de gradins à trois étages. Il l'agrémenta aussi de jeux d'escarpolette, de bagues et d'arcs. Jacques-Antoine Dulaure, nous dit : Qu'il agrémenta la demeure de telle façon, que l'on a été obligé de supprimer la plus grande partie des ornements par bienséance.

#### Louis de Bourbon-Condé (1709-1771)
En 1737, la jouissance de Berny passa à Louis de Bourbon-Condé (1709-1771), comte de Clermont, Prince du sang, pourvu de très gros revenus ecclésiastiques dès l'âge de 9 ans, provenant d'une demi-douzaine d'abbayes. Il fait imprimer des lettres de faire-part pour la mort de son singe favori, qui avait 14 ans. Nommé abbé de Saint Germain en 1737, à l'âge de 28 ans (bien qu'il ait entamé parallèlement une carrière militaire avec la permission du Pape), et doté de revenus considérables, il vécut au château avec sa maîtresse, Marie-Anne de Camargo dite La Camargo, qui s'y ennuya et finit par le quitter, après avoir, dit-on, poussé Mlle Leduc, une autre condisciple, dans les bras de son amant.
En 1737-1741, il fit restaurer le domaine par son architecte Jacques Hardouin-Mansart de Sagonne et fit établir un théâtre. Les parterres de broderies des jardins furent supprimés et les colonnes du balcons de ce côté-ci remplacées par des consoles rocailles. En embauchant le dernier Mansart, le comte de Clermont s'inscrivait dans la continuité de ses prédécesseurs, tous clients des Mansart (François, Jules Hardouin, Pierre Delisle).
En 1741 Mlle Élisabeth Leduc, danseuse de l’Opéra, entra dans sa vie. Elle s'installa au château de Berny. Il eut bien du mal à l'en faire sortir et la logea au château de Tourvoie, où il vint la visiter pendant trente ans, lorsqu'il avait un moment. En 1748, il donna pour elle des fêtes splendides que l'on a comparées à celles du château de Sceaux, tout proche, données par sa tante, la duchesse du Maine. Les artisans de ces réceptions étaient Pierre Laujon et Charles Collé. Il semble que leurs divertissements étaient jugés moins fins qu'à la cour de Sceaux.
Mlle Leduc n'était pas très fidèle. Elle eut beaucoup d'amants. Le Prince, un jour, par jalousie, lui donna un coup de canif sur le front. Repentant, il la fera nommer marquise de Tourvoie pour se faire pardonner. Il est probable qu'il finit par l'épouser secrètement en 1765. Elle se consacra à des œuvres de charité, lui donna un fils en 1766, qui deviendra abbé de Vendôme et une fille en 1768. Le comte de Clermont décéda en 1771. Son successeur à la tête de l'Abbaye ne s'intéressa pas à Berny.

### Déclin et destruction auXIXesiècle
Vendu comme bien ecclésiastique pendant la Révolution française, le château a été démoli, peu à peu, à partir de 1808, mais le parc n’a été loti qu’en 1905, la plus grande partie étant occupée par les haras de Berny où furent organisées les grands steeple chase dits « courses au clocher » qui furent très populaires entre 1834 et 1893. William Thackeray évoque ces courses dans Le livre des snobs : il (un snob) était là, la semaine dernière à la Croix de Berny. p. 70, édition Garnier-Flammarion, 1990.

### De nos jours
Il ne reste aujourd’hui du château qu’une partie de l’aile Nord, dans laquelle avait été installé au XIXe siècle un moulin sur la Bièvre dont les bâtiments furent ensuite occupés par la fabrique de meubles Lair, puis aménagés en immeuble d'habitation, la résidence du château de Berny. Ce vestige suffit cependant à donner une idée de la magnificence de la construction élevée par Mansart, annonçant déjà ce que seraient ses œuvres : de hautes toitures, des colonnades circulaires sur la cour comme à Blois, des murs de clôture décorés de frontons.
Le pavillon du XVIIe siècle a été inscrit au titre des monuments historiques par un arrêté du 10 avril 1929.

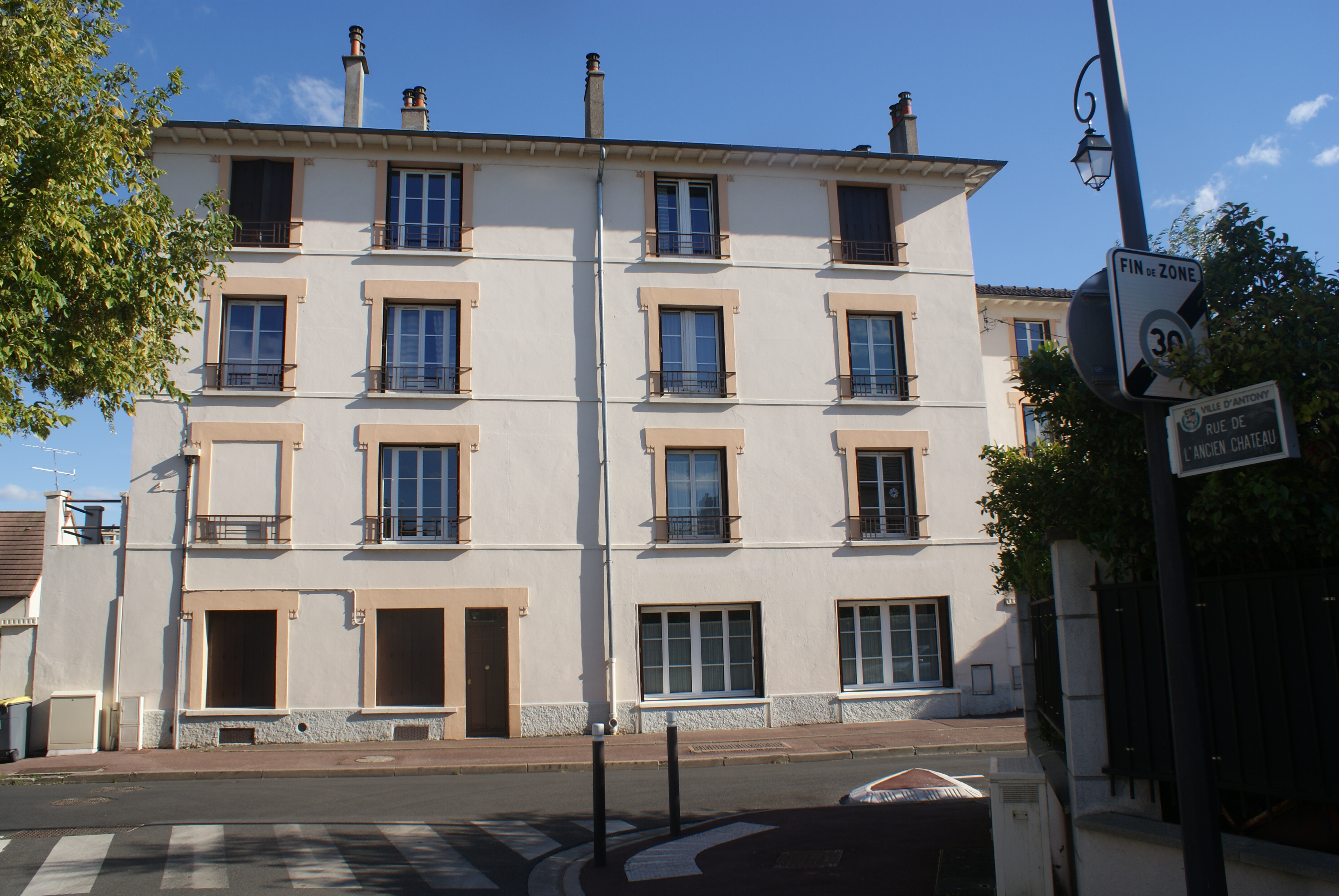
De prime abord, la résidence « Château de Berny », 4-6 promenade du Barrage à Fresnes, ne rappelle le château que par son nom...
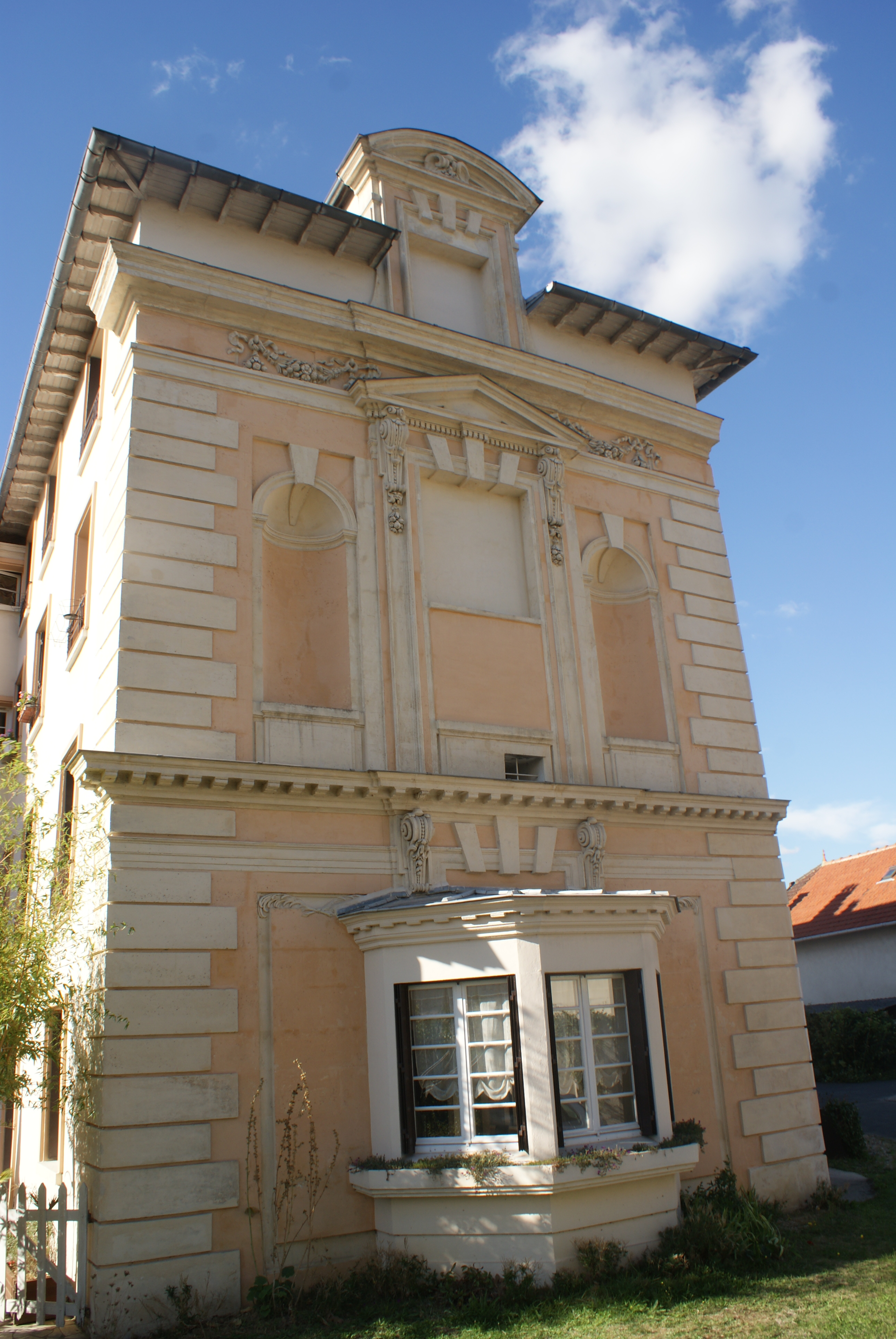
... mais présente un vestige du Château de Berny sous forme d'un morceau de façade accolée à l'immeuble.

## Divertissements
(liste non exhaustive). Le Comte avait fait construire un théâtre en forme de chapelle pour sauvegarder les apparences de représentations théâtrales parfois légères. Il s'y donnait de brillantes fêtes et toutes sortes de représentations : opéra français, opéra-bouffon, opéra-comique, vaudeville et même des parades que ce théâtre supportait sans problème.
- La Provinciale - 1750, comédie de Marivaux
- Le Rossignol ou le mariage secret - 18 novembre 1751 et 22 novembre 1751, comédie en prose en un acte, et vaudevilles de Charles Collé, fait pour la Sainte Élisabeth, prénom de la mère de l'auteur qui a 17 ans et de celui de la maîtresse des lieux Élisabeth Claire Leduc, amante du comte. Musique de Jean-Benjamin de La Borde ; Monsieur de Marchais, beau-frère de Laborde, était un des acteurs habituels de M. le Comte.
- Le Jaloux corrigé  - 18 novembre 1752 - opéra-bouffon en un acte sur un livret de Charles Collé (1709-1783), et musique de Michel Blavet, musicien attaché au comte, avec un vaudeville et un divertissement, donné pour la première fois chez le comte de Clermont en son château de Berny à qui l'ouvrage est dédicacé. Dans sa dédicace, Blavet parle de cette pièce comme d’une bagatelle faite par votre ordre et sous vos yeux. On loua, à la fin de la représentation, Mlle Victoire dans son rôle de Mme Orgon.
- Gilles, garçon peintre z'amoureux et rival - parade burlesque de Antoine-Alexandre-Henri Poinsinet, musique de Jean-Benjamin de La Borde, (1734-1794) d'après : le peintre amoureux de son modèle, opéra-comique de Egidio Duni sur un livret de Louis Anseaume, représenté au château de Berny et repris le 2 mars 1758 au théâtre de la foire Saint-Germain.

## Iconographie
- Gravure de Claude de Chastillon
- Planche de Matthäus Merian de 1655[9]
- Plusieurs estampes d'Israël Silvestre, dont une intitulée : Berny, sur le chemin d'Orléans, appartenant à M. le Président de Bellièvre ; maison très considérée, tant par ses ornemens que pour les beautéz singulières de ses canaux et fontaines, et la rareté des fruits qui croissent dans ses jardins
- Plan des jardins parcourus par la Bièvre, qui y jouait le rôle d'un canal.